# Franciszek Faberski
Franciszek Faberski (ur. ok. 1716, zm. 18 listopada 1800) – burmistrz i rajca kielecki.
Urodził się około 1716 roku. Uczęszczał do kieleckiej szkoły, będąc jej uczniem w 1733 wstąpił do Bractwa Różańcowego. Jako burmistrz notowany w latach 1773–1777, natomiast jako rajca w 1774 (sierpień) i 1789 roku. Był właścicielem domu przy ulicy Bożęckiej, gdzie prowadził szynk. Żonaty z Rozalią Solniczanką (od 1761 roku), miał trzech synów i osiem córek.